# جون انثون
جون انثون (بالإنجليزية: John Anthon)‏ هو محامي أمريكي، ولد في 14 مايو 1784 في ديترويت في الولايات المتحدة، وتوفي في 5 مارس 1863 في نيويورك في الولايات المتحدة.